# Mírové soužití
Mírové soužití (anglicky peaceful coexistence, rusky Мирное сосуществование) byla teorie vytvořená Sovětským svazem v různých obdobích Studené války v kontextu marxisticko-leninské zahraniční politiky a přijatá sovětskými satelitními státy, podle které mohl socialistický blok pokojně koexistovat s kapitalistickým blokem (tj. se spojenci USA). Teorie byla v protikladu k principu antagonistického rozporu, že socialismus a kapitalismus nikdy nemohou koexistovat v míru. Sovětský svaz teorii aplikoval na vztahy mezi západním světem, zejména zeměmi NATO, a národy Varšavské smlouvy.

## V moderní diplomacii
Tato fráze prosadila i mimo její použití v komunistické frazeologii a byla přijata širším diplomatickým světem. Například ve vánočním projevu v roce 2004 papež Jan Pavel II vyzval k "pokojnému soužití" na Středním východě.